# Ваља Котоареј (Бузау)
Ваља Котоареј (рум. Valea Cotoarei) насеље је у Румунији у округу Бузау у општини Манзалешти. Oпштина се налази на надморској висини од 603 m.

## Становништво
Према подацима из 2002. године у насељу је живело 296 становника, од којих су сви румунске националности.